# Alwin Berger
Alwin Berger, född 1871 och dog 20 april 1931, var en tysk botaniker som är mest känd för sina insatser inom den vetenskapliga nomenklaturen gällande suckulenter, närmare bestämt agave och kaktusar. Han föddes i Tyskland och jobbade i den botaniska trädgården i Dresden och  Frankfurt. 
Hans stora publikation, Die Agaven, publicerades 1915 och beskrev 274 arter av agave, indelade i 3 undersläkten; Littaea, Euagave och Manfreda. Han upptäckte även ett nytt släkte av kaktusar, Roseocactus 1925. 
Växtsläktet Bergerocactus i familjen Cactaceae och  Bergeranthus i familjen Aizoaceae är namngivna för att hedra Berger.
Auktorsnamnet A.Berger kan användas för Alwin Berger i samband med ett vetenskapligt namn inom botaniken; se Wikipediaartiklar som länkar till auktorsnamnet.